# Diego Ulissi
Diego Ulissi (Cecina, 15 luglio 1989) è un ciclista su strada italiano che corre per l'XDS Astana Team. Campione del mondo in linea nella categoria Juniores nel 2006 e 2007, è professionista dal 2010: in carriera ha vinto otto tappe al Giro d'Italia.

## Carriera

### Gli esordi
Figlio di Mauro, campione italiano di mountain bike UISP, Diego Ulissi iniziò a gareggiare nel ciclismo all'età di sette anni con l'U.C. Donoratico. Tra le sue vittorie da allievo, due Coppe d'Oro e un titolo italiano a cronometro. Da Juniores corse con i colori della Cycling Team Vangi. Il 13 agosto 2006 conquistò il titolo iridato in linea di categoria sul circuito di Spa-Francorchamps in Belgio; si ripeté il 12 agosto 2007, ottenendo la seconda maglia iridata in quel di Aguascalientes, in Messico, davanti ai compagni di Nazionale Daniele Ratto ed Elia Favilli. Dal gennaio 2008 a fine 2009 gareggiò quindi tra gli Elite/Under-23 con la formazione toscana Seano/Hopplà, vincendo tra le altre la Coppa 29 Martiri di Figline di Prato nel 2009 e vestendo la maglia della nazionale nella prova in linea Under-23 dei campionati del mondo 2009 a Mendrisio.

### 2010-2013: i primi anni da professionista
Esordì nella categoria Professionisti all'inizio del 2010, a soli vent'anni di età, con la divisa della Lampre-Farnese Vini, la squadra diretta da Giuseppe Saronni. Fece il suo debutto in febbraio al Gran Premio Costa degli Etruschi a Donoratico; ottenne invece in settembre il primo successo da pro, aggiudicandosi il Gran Premio Industria e Commercio di Prato.
Nel 2011 con la Lampre-ISD consegue la prima vittoria in carriera in un grande Giro, nella diciassettesima tappa del Giro d'Italia con arrivo a Tirano: il successo arrivò dopo una lunga fuga, in seguito al declassamento per scorrettezze del connazionale Giovanni Visconti, che lo aveva preceduto in volata. Nel mese successivo si aggiudica una tappa e la vittoria finale al Giro di Slovenia. In luglio partecipa al Brixia Tour dove ottiene il terzo posto in classifica generale, oltre al medesimo piazzamento nella tappa con traguardo a Passo Maniva.

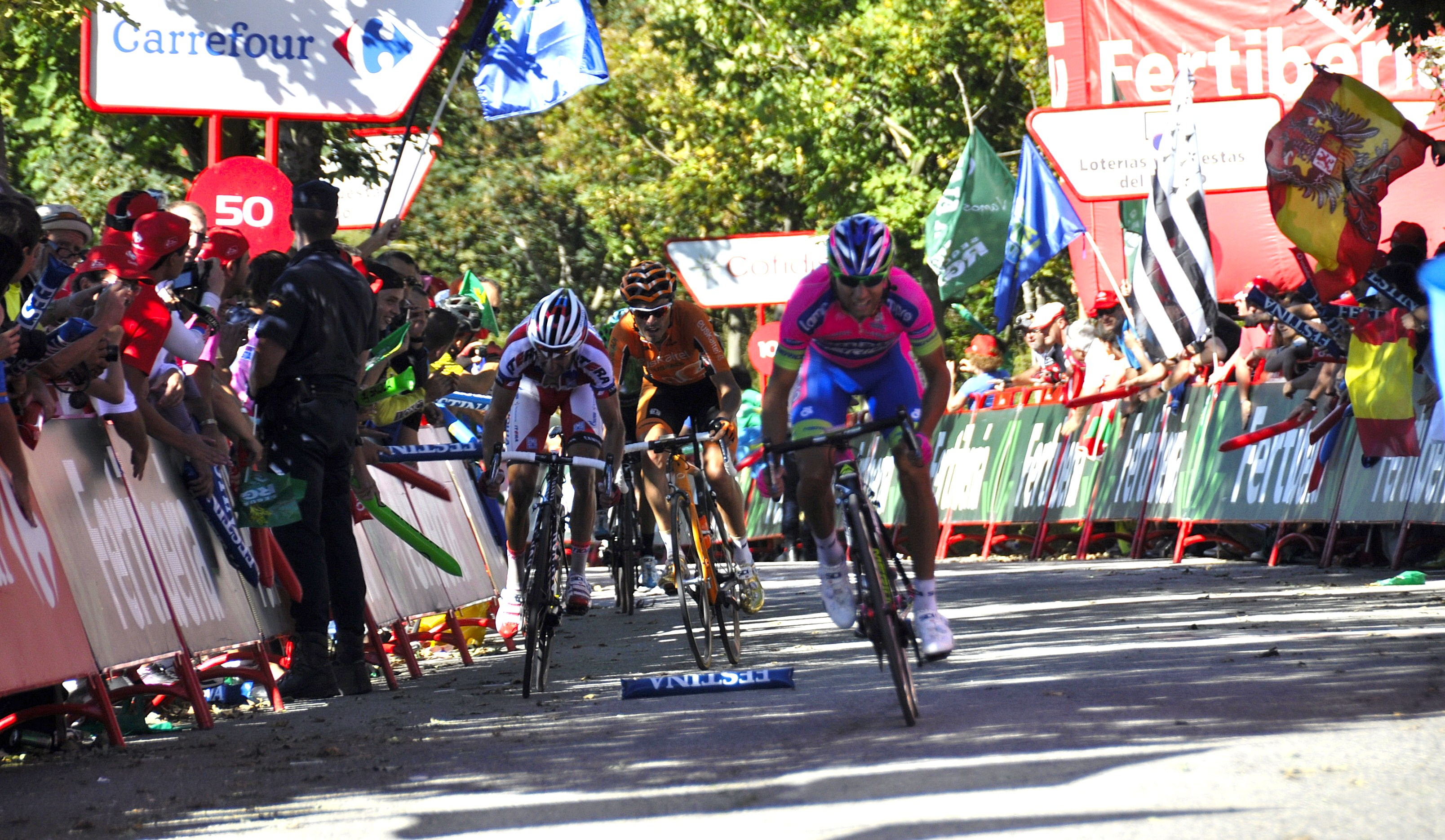
Lo sprint di Ulissi per la seconda posizione sul traguardo della 19ª tappa della Vuelta a España 2013

Nel marzo 2012 vince la terza e la quarta tappa della Settimana Internazionale di Coppi e Bartali, facendo sue anche la classifica giovani e quella a punti. In agosto vince il Gran Premio Industria Commercio Artigianato Carnaghese.
Nel 2013 nell'ora Lampre-Merida, Ulissi si ripete alla Settimana Internazionale di Coppi e Bartali, aggiudicandosi l'arrivo in salita di Sogliano al Rubicone e la classifica generale. Nel mese di luglio si impone in uno sprint ristretto nell'arrivo in salita della prima tappa del Giro di Polonia a Madonna di Campiglio. Nel finale di stagione si rende protagonista di tre vittorie in dieci giorni, tutte nel mese di ottobre, primeggiando nella Milano-Torino, nella Coppa Sabatini e nel Giro dell'Emilia.

### Dal 2014: le vittorie al Giro d'Italia

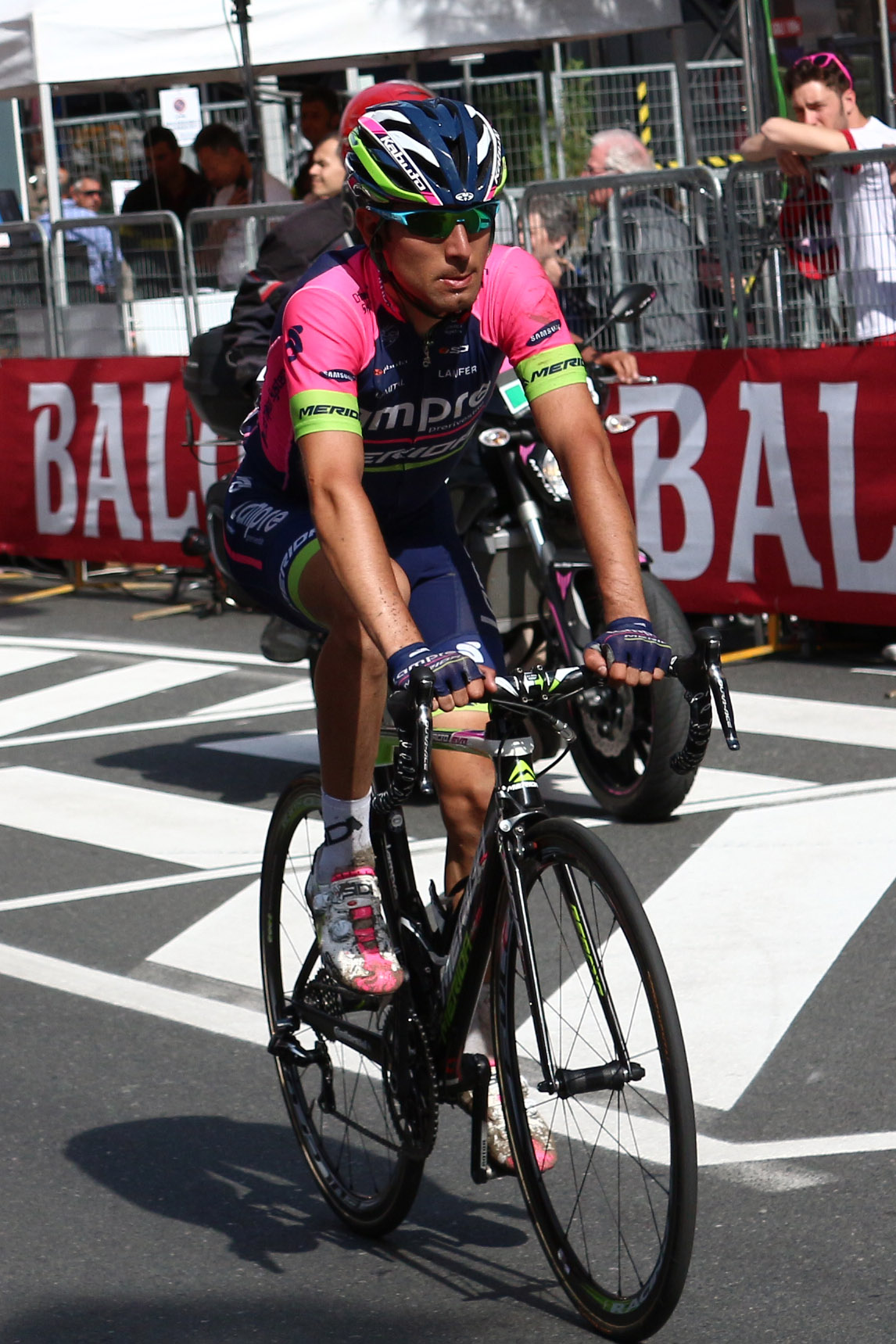
Ulissi in azione durante il Giro d'Italia 2014

Nell'avvio della stagione 2014 si aggiudica una tappa al Tour Down Under, e il Gran Premio Città di Camaiore, in Toscana. Il 14 maggio vince la sua seconda tappa al Giro d'Italia, svoltasi fra Taranto e Viggiano, regolando il gruppo dei migliori giunto pressoché compatto al traguardo. Tre giorni più tardi si ripete vincendo sull'arrivo in salita di Montecopiolo. Il 25 giugno viene diffusa dall'UCI la notizia della sua positività al salbutamolo riscontrata al termine dell'undicesima tappa del Giro; il ciclista viene quindi provvisoriamente sospeso dalla squadra. La Camera disciplinare per i casi di doping dell'Associazione Olimpica Svizzera conferma la squalifica di nove mesi, riconoscendo come causa la sola negligenza e non la volontà di migliorare le prestazioni agonistiche: Ulissi può così tornare alle gare a partire dal 28 marzo 2015. Il 15 maggio torna alla vittoria al Giro d'Italia conquistando dopo 264 km la tappa più lunga dell'edizione, la Grosseto-Fiuggi. Il 27 giugno successivo conclude terzo ai campionati italiani, alle spalle del vincitore Vincenzo Nibali e di Francesco Reda. Prima del termine della stagione, il 19 settembre, fa suo il Memorial Marco Pantani.

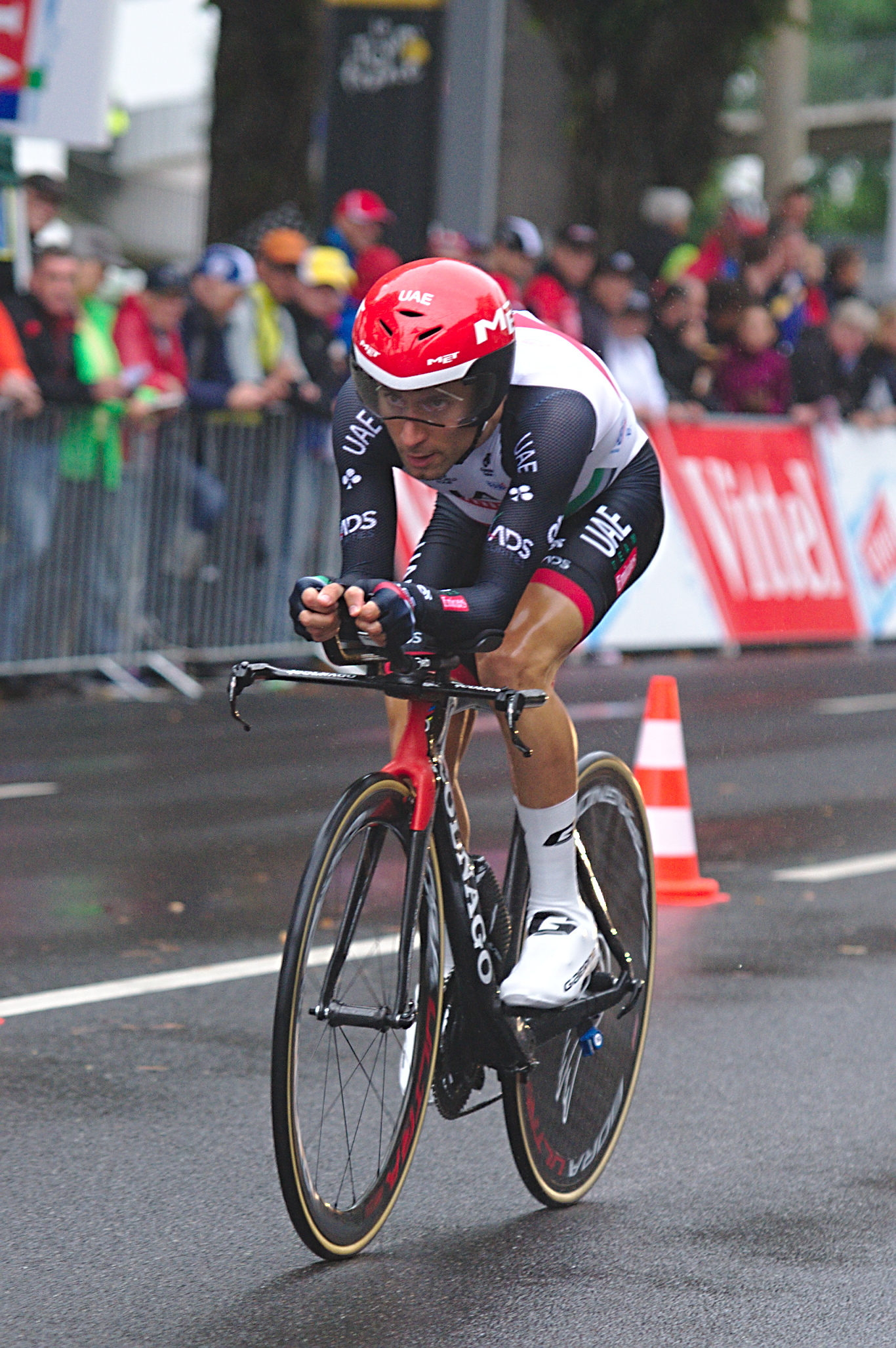
Ulissi impegnato nella cronometro d'apertura del Tour de France 2017

Nel maggio 2016 vince la quarta e l'undicesima tappa del Giro d'Italia, concluso al ventunesimo posto. Nel prosieguo dell'annata si impone nella tappa a cronometro del Giro di Slovenia, al Circuito de Getxo e al Giro della Repubblica Ceca, imponendosi nella terza frazione e nella generale. A settembre, dopo essere stato convocato dal CT Davide Cassani per i campionati europei, successivamente conclusi in nona piazza, sfiora la vittoria in una classica World Tour, concludendo terzo al Grand Prix Cycliste de Montréal: nei metri finali si trova in testa, venendo tuttavia rimontato dal belga Greg Van Avermaet e dallo slovacco Peter Sagan, che lo precedono nell'ordine all'arrivo.
Nel 2017, con l'ora rinominato UAE Abu Dhabi (successivamente UAE Team Emirates), esordisce già a gennaio al Tour Down Under, che termina quinto nella generale, centrando la prima vittoria il 5 febbraio seguente al Gran Premio Costa degli Etruschi. Nel prosieguo di stagione si mette in mostra con alcuni piazzamenti nella top 10 al Giro dei Paesi Baschi e al Giro di Romandia, mentre nelle classiche delle Ardenne è ventisettesimo all'Amstel Gold Race, decimo alla Freccia Vallone e trentesimo alla Liegi-Bastogne-Liegi. A giugno prende parte al Giro del Delfinato, terminando al terzo posto la frazione inaugurale, ma concludendolo lontano dalle posizioni di vertice. Secondo dietro al connazionale Fabio Aru al campionato italiano in Piemonte, il 1º luglio successivo esordisce al Tour de France con l'obiettivo di fare sua una tappa: inseritosi nella fuga vincente della quindicesima frazione, si classifica secondo a 19" dall'olandese Bauke Mollema, solo sfiorando il successo sul traguardo di Le Puy-en-Velay. Il 10 settembre conquista il primo successo in una gara in linea World Tour, facendo suo il Grand Prix Cycliste de Montréal davanti allo spagnolo Jesús Herrada. Secondo al Memorial Marco Pantani, viene convocato da Cassani per i campionati del mondo di Bergen, dove conclude al trentottesimo posto la prova in linea. Corre poi le classiche di fine stagione del calendario italiano, finendo quarto alla Coppa Sabatini, settimo al Giro dell'Emilia, nuovamente quarto alla Tre Valli Varesine, e ventunesimo al Giro di Lombardia: grazie a tali piazzamenti si aggiudica la classifica finale individuale della Ciclismo Cup. Ad inizio ottobre, nell'ultimo appuntamento dell'annata, fa sua la quarta tappa, l'unica con arrivo in salita, del Giro di Turchia, andando ad imporsi, al termine della sei giorni di gara, anche nella classifica finale della corsa a tappe turca.
Nel 2018 torna al successo al Giro di Svizzera, imponendosi allo sprint sul gruppo dei migliori, composto da quindici unità, sull'arrivo in salita di Leukerbad.
Nel giugno 2019 centra la vittoria al Gran Premio Città di Lugano e la settimana seguente si ripete con la seconda tappa e classifica generale del Giro di Slovenia. In estate si aggiudica con la maglia della Nazionale il Tokyo 2020 Test Event, gara preolimpica in Giappone.
Nel 2020 vince il Giro del Lussemburgo, facendo sue la prima e la quarta frazione; successivamente prende parte al Giro d'Italia, conquistando la seconda tappa con arrivo ad Agrigento e la tredicesima con arrivo a Monselice. Terminata la stagione è costretto ad uno stop di alcuni mesi a causa di una miocardite: nel febbraio 2021, in seguito ad alcuni accertamenti cardiaci con esito favorevole, è tornato agli allenamenti e successivamente alle competizioni, il successivo 3 aprile al Gran Premio Miguel Indurain. Ritrova il successo il 12 giugno nella quinta tappa del Giro di Slovenia, mentre nel mese di luglio vince la prima e la quarta frazione della Settimana Ciclistica Italiana, conquistando anche la classifica finale della prima edizione della corsa.
Nel successivo biennio coglie tre successi: nel 2022 il Gran Premio Industria e Artigianato di Larciano e la terza tappa del Tour du Limousin, mentre nel 2023 la quarta frazione del Tour of Oman. Nel 2024 vince a marzo la seconda tappa alla Settimana Internazionale di Coppi e Bartali, che chiude al terzo posto, e nel mese di luglio la terza frazione e la classifica finale dell'Österreich-Rundfahrt.
Il 17 maggio 2025, nell'8ª tappa (da Giulianova a Castelraimondo) e alla 12ª partecipazione al Giro d'Italia, ha avuto la soddisfazione di poter indossare anche la maglia rosa, dopo otto vittorie di tappa e primo italiano dopo 4 anni.
Ulissi ha avuto l'ulteriore piacere di indossarla nella tappa successiva, con arrivo a Siena, da toscano in Toscana.

## Palmarès

### Strada
- 2006 (Juniores)

3ª tappa, 1ª semitappa 3Tre Bresciana (Brescia > Brescia)
3ª tappa, 2ª semitappa 3Tre Bresciana (Brescia > Lograto, cronometro)
Classifica generale 3Tre Bresciana
Trofeo San Rocco
Campionati del mondo, Prova in linea Juniores
Coppa Pietro Linari
3ª tappa Giro della Lunigiana (Fosdinovo > Fosdinovo)
- 2007 (Juniores)

Trofeo Alfredo Fiaschi
G.P. Colli Marignanesi
Trofeo Città di Loano
Trofeo Comune di Montelupone
3ª tappa, 1ª semitappa 3Tre Bresciana (Torbole Casaglia > San Vigilio)
3ª tappa, 2ª semitappa 3Tre Bresciana (Molinetto di Mazzano > Molinetto di Mazzano, cronometro)
Classifica generale 3Tre Bresciana
Campionati del mondo, Prova in linea Juniores
Coppa Remo Puntoni
Trofeo Commercio Industria Artigianato
- 2008 (Seano Vangi-Molino di Ferro Under-23)

Trofeo Tempestini Ledo
Coppa del Grano
Gran Premio Chianti Castello Guicciardini di Poppiano
Giro della Provincia di Biella
- 2009 (Hopplà-Seano-Bellissima Under-23)

Gran Premio Comune di Cerreto Guidi
Coppa 29 Martiri di Figline di Prato
- 2010 (Lampre-Farnese Vini, una vittoria)

Gran Premio Industria e Commercio di Prato
- 2011 (Lampre-ISD, tre vittorie)

17ª tappa Giro d'Italia (Feltre > Tirano)
2ª tappa Giro di Slovenia (Tržič > Golte)
Classifica generale Giro di Slovenia
- 2012 (Lampre-ISD, tre vittorie)

3ª tappa Settimana Internazionale di Coppi e Bartali (Fiorano Modenese > Levizzano Rangone)
4ª tappa Settimana Internazionale di Coppi e Bartali (Pavullo > Pavullo)
Gran Premio Industria Commercio Artigianato Carnaghese
- 2013 (Lampre-Merida, sei vittorie)

2ª tappa Settimana Internazionale di Coppi e Bartali (Gatteo > Sogliano al Rubicone)
Classifica generale Settimana Internazionale di Coppi e Bartali
1ª tappa Giro di Polonia (Rovereto > Madonna di Campiglio)
Milano-Torino
Coppa Sabatini
Giro dell'Emilia
- 2014 (Lampre-Merida, quattro vittorie)

2ª tappa Tour Down Under (Prospect > Stirling)
Gran Premio Città di Camaiore
5ª tappa Giro d'Italia (Taranto > Viggiano)
8ª tappa Giro d'Italia (Foligno > Montecopiolo)
- 2015 (Lampre-Merida, due vittorie)

7ª tappa Giro d'Italia (Grosseto > Fiuggi)
Memorial Marco Pantani
- 2016 (Lampre-Merida, sei vittorie)

4ª tappa Giro d'Italia (Catanzaro > Praia a Mare)
11ª tappa Giro d'Italia (Modena > Asolo)
3ª tappa Giro di Slovenia (Celje > Celjska koča, cronometro)
Circuito de Getxo
3ª tappa Giro della Repubblica Ceca (Mohelnice > Šternberk)
Classifica generale Giro della Repubblica Ceca
- 2017 (UAE Abu Dhabi/UAE Team Emirates, quattro vittorie)

Gran Premio Costa degli Etruschi
Grand Prix Cycliste de Montréal
4ª tappa Giro di Turchia (Marmaris > Selçuk)
Classifica generale Giro di Turchia
- 2018 (UAE Team Emirates, una vittoria)

5ª tappa Giro di Svizzera (Gstaad > Leukerbad)
- 2019 (UAE Team Emirates, quattro vittorie)

Gran Premio Città di Lugano
3ª tappa Giro di Slovenia (Žalec > Idria)
Classifica generale Giro di Slovenia
Tokyo 2020 Test Event
- 2020 (UAE Team Emirates, cinque vittorie)

1ª tappa Giro del Lussemburgo (Lussemburgo > Lussemburgo)
4ª tappa Giro del Lussemburgo (Redange > Differdange)
Classifica generale Giro del Lussemburgo
2ª tappa Giro d'Italia (Alcamo > Agrigento)
13ª tappa Giro d'Italia (Cervia > Monselice)
- 2021 (UAE Team Emirates, quattro vittorie)

4ª tappa Giro di Slovenia (Aidussina > Nova Gorica)
1ª tappa Settimana Ciclistica Italiana (Alghero > Sassari)
4ª tappa Settimana Ciclistica Italiana (Cagliari > Cagliari)
Classifica generale Settimana Ciclistica Italiana
- 2022 (UAE Team Emirates, due vittorie)

Gran Premio Industria e Artigianato
3ª tappa Tour du Limousin (Donzenac > Malemort)
- 2023 (UAE Team Emirates, una vittoria)

4ª tappa Tour of Oman (Izki > Yitti Hills)
- 2024 (UAE Team Emirates, tre vittorie)

2ª tappa Settimana Internazionale di Coppi e Bartali (Riccione > Sogliano al Rubicone)
3ª tappa Österreich-Rundfahrt (Schladming > St. Johann Alpendorf)
Classifica generale Österreich-Rundfahrt
- 2025 (XDS Astana Team, una vittoria)

Giro dell'Appennino

#### Altri successi
- 2006 (Juniores)

Classifica a punti Giro della Lunigiana
- 2010 (Lampre-Farnese Vini)

Classifica giovani Brixia Tour
- 2011 (Lampre-ISD)

Classifica giovani Settimana Internazionale di Coppi e Bartali
Classifica giovani Giro di Slovenia
Classifica scalatori Giro di Slovenia
Classifica giovani Brixia Tour
- 2012 (Lampre-ISD)

Classifica giovani Settimana Internazionale di Coppi e Bartali
Classifica a punti Settimana Internazionale di Coppi e Bartali
- 2013 (Lampre-Merida)

Classifica giovani Bayern Rundfahrt
Classifica generale Coppa Italia
Classifica giovani Coppa Italia
- 2017 (UAE Team Emirates)

Classifica generale Ciclismo Cup
- 2020 (UAE Team Emirates)

Classifica a punti Giro del Lussemburgo
Classifica generale Ciclismo Cup
- 2024 (UAE Team Emirates)

Classifica a punti Österreich-Rundfahrt
Classifica a punti Giro di Polonia
- 2025 (XDS Astana Team)

Classifica a punti International Tour of Hellas

## Piazzamenti

### Grandi Giri
- Giro d'Italia

2011: 41º
2012: 21º
2014: non partito (18ª tappa)
2015: 64º
2016: 21º
2018: 28º
2019: 42º
2020: 38º
2021: 17º
2022: 37º
2023: 28º
2025: 21º
- Tour de France

2017: 39º
- Vuelta a España

2013: 32º

### Classiche monumento
- Milano-Sanremo

2011: 140º
2012: ritirato
2013: ritirato
2014: ritirato
2016: 58º
2017: 40º
2018: 103º
2019: 72º
2022: 24º
2023: 72º
2024: 71º
2025: 67º
- Liegi-Bastogne-Liegi

2011: 76º
2012: 78º
2013: 20º
2014: 66º
2015: ritirato
2016: 55º
2017: 30º
2018: 28º
2019: 39º
2022: 21º
2024: ritirato
2025: 36º
- Giro di Lombardia

2010: ritirato
2011: ritirato
2012: 41º
2013: 28º
2015: 74º
2016: 22º
2017: 21º
2019: 60º
2020: 8º
2021: 23º
2022: 26º
2023: 41º

### Competizioni mondiali
- Campionati del mondo

Spa-Francorchamps 2006 - In linea Juniores: vincitore
Aguascalientes 2007 - In linea Juniores: vincitore
Mendrisio 2009 - In linea Under-23: ritirato
Limburgo 2012 - In linea Elite: 84º
Toscana 2013 - In linea Elite: ritirato
Richmond 2015 - In linea Elite: 102º
Bergen 2017 - In linea Elite: 38º
Yorkshire 2019 - In linea Elite: ritirato
Imola 2020 - In linea Elite: 47º
Fiandre 2021 - In linea Elite: 24º
Zurigo 2024 - In linea Elite: 48º
- Calendario mondiale UCI/UCI World Tour/UCI World Ranking

Calendario mondiale UCI 2010: 233º
UCI World Tour 2011: 130º
UCI World Tour 2012: 106º
UCI World Tour 2013: 87º
UCI World Tour 2014: 42º
UCI World Tour 2015: 48º
UCI World Ranking 2015: 48º
UCI World Tour 2016: 36º
UCI World Ranking 2016: 9º
UCI World Tour 2017: 16º
UCI World Ranking 2017: 15º
UCI World Tour 2018: 31º
UCI World Ranking 2018: 44º
UCI World Ranking 2019: 13º
UCI World Ranking 2020: 8º
UCI World Ranking 2021: 46º
UCI World Ranking 2022: 57º
UCI World Ranking 2023: 102º
UCI World Ranking 2024: 49º

### Competizioni europee
- Campionati europei

Sofia 2007 - Cronometro Juniores: 8º
Plumelec 2016 - In linea Elite: 9º
Plouay 2020 - In linea Elite: 40º
Trento 2021 - In linea Elite: 15º

## Riconoscimenti
- Memorial Gastone Nencini nel 2011[72]
- Oscar TuttoBici nel 2016[73] e 2020[74]